# Il giudice e il commissario: Segreto militare
 Il giudice e il commissario: Segreto militare è un film tv poliziesco francese del 2002, diretto dal regista Denis Amar.

## Trama
Narra delle indagini condotte da Elisabeth Brochène con l'aiuto del tenente Marie Balaguère sulla morte misteriosa del capitano dei paracadutisti Paul Lafarge. I militari cercherano di impedire le indagini.